# Баклашов, Василий Евдокимович
Василий Евдокимович Баклашов (родился 06.01.1925) — российский учёный, специалист в сфере нефтехимического машиностроения. Кандидат технических наук, старший научный сотрудник, профессор Российского государственного университета нефти и газа имени И. М. Губкина. Лауреат Ленинской премии (1963).

## Биография
- С 1942 года — строгальщик Московского завода обработки цветных металлов.
- С 1952 по 1992 года — ВНИИнефтемаш — инженер, главный конструктор проекта, заведующий отделом трубчатых печей.
- С 1992 года Василий Баклашов — главный специалист ООО "Научно-производственная компания «Кедр-89», генеральным директором которого является его сын Константин Баклашов.

## Научно-производственные и общественные достижения
Автор и соавтор 73 работ, в том числе 45 авторских свидетельств, 6 патентов и 5 полезных моделей по трубчатым печам и горелочным устройствам, в том числе трубчатые печи беспламенного горения, объемно-настильного пламени на жидком топливе и трубчатые печи с настильными стенами с дифференцированным подводом топлива.
В настоящее время внедряются трубчатые печи беспламенного горения с применением горячего воздуха, трубчатые печи с наклонными свободными факелами и трубчатые печи со свободными факелами с настилом газов сгорания на не трубные экраны камеры радиации, защищенные полезными моделями.

## Ученые степени и звания
- кандидат технических наук (1976)
- старший научный сотрудник (1981)

## Награды
- Лауреат Ленинской премии (1963) за разработку и внедрение трубчатых печей беспламенного горения с излучающими стенами из панельных горелок.
- Заслуженный изобретатель РСФСР (1978 г.)[1].

Награждён медалями:
- «За доблестный труд в Великой Отечественной войне 1941—1945 гг.»
- «50 лет победы в Великой Отечественной войне 1941—1945 гг.».
- Три медали ВДНХ.